# Évenos
Évenos este o comună în departamentul Vaucluse din sud-estul Franței. În 2009 avea o populație de 2.145 de locuitori.

## Evoluția populației
| An        | 1975 | 1982  | 1990  | 1999  | 2006  | 2009  |
| --------- | ---- | ----- | ----- | ----- | ----- | ----- |
| Populație | 700  | 1.054 | 1.564 | 1.905 | 2.119 | 2.145 |